# 5 groszy 1835
5 groszy 1835 – moneta pięciogroszowa Wolnego Miasta Krakowa, będąca odpowiednikiem 5 groszy polskich Królestwa Kongresowego, bita w bilonie z datą 1835. Ostatecznie wycofana z obiegu w 1857 r. w wyniku przeprowadzanej reformy monetarnej w Cesarstwie Austrii.

## Awers
Na tej stronie znajduje się herb Krakowa, nad nim otokowo napis „WOLNE MIASTO KRAKÓW”, dookoła wypukły otok i perełki.

## Rewers
Na tej stronie w dębowym wieńcu umieszczono nominał 5, pod nim „GROSZY”, a poniżej rok 1835, dookoła wypukły otok i perełki.

## Opis
Monetę wybito w prywatnej fabryce A Woppensteina w Wiedniu, w bilonie, na krążku o średnicy 17 mm, masie 1,45 grama, z rantem gładkim, w nakładzie 180 000 sztuk.
Stopień rzadkości monety to R1 – (15 001 – 80 000 egzemplarzy).